# La Malédiction du pharaon (film)
Pour les articles homonymes, voir La Malédiction du pharaon et L'Ensorcelée.
Pour plus de détails, voir Fiche technique et Distribution.
La Malédiction du pharaon, L'Ensorcelée au Québec (Manhattan Baby), est un film italien réalisé par Lucio Fulci, sorti en 1982.

## Synopsis
En Égypte, l'archéologue américain George Hacker profane la tombe d'un esprit maléfique et perd la vue. Sa fille Susie reçoit une amulette en cadeau d'une femme aveugle.
De retour à New York, George retrouve la vue, mais Susie est possédée par des forces maléfiques. Après une série de meurtres et de disparitions mystérieuses, George fait appel à l'occultiste Adrian Marcato, qui exorcise l'enfant, au prix de sa propre vie.
Pendant ce temps, en Égypte, la femme aveugle donne à une autre petite fille une amulette identique à celle donnée à Susie.

## Fiche technique
Sauf indication contraire, les informations mentionnées dans cette section peuvent être confirmées par la base de données cinématographiques IMDb,  présente dans la section « Liens externes ».
- Titre français : La Malédiction du pharaon
- Titre québécois : L'Ensorcelée[2]
- Titre original : Manhattan Baby ou L'occhio del male
- Réalisation : Lucio Fulci
- Scénario : Dardano Sacchetti, Elisa Briganti (it)
- Photographie : Guglielmo Mancori
- Montage : Vincenzo Tomassi (it)
- Décors : Massimo Lentini (it)
- Musique : Fabio Frizzi
- Costumes : Massimo Lentini (it)
- Trucages : Antonio Maltempo, Maurizio Trani
- Production : Fabrizio De Angelis
- Société de production : Fulvia Film
- Pays de production :  Italie
- Langue de tournage : italien
- Format : Couleurs - 2,35:1 - Son mono - 35 mm
- Durée : 89 minutes (1h29)
- Genre : Horreur, Fantastique
- Dates de sortie :
  - Italie : 12 août 1982
  - Japon : 9 mai 1983
  - France : 5 décembre 1984
- Interdit aux moins de 12 ans

## Distribution
- Christopher Connelly : Professeur George Hacker
- Laura Lenzi : Emily Hacker (créditée Martha Taylor)
- Brigitta Boccoli : Susie Hacker
- Giovanni Frezza (it) : Tommy Hacker
- Cinzia De Ponti : Jamie Lee
- Cosimo Cinieri : Adrian Marcato (crédité Laurence Welles)
- Carlo De Mejo : Luke
- Lucio Fulci : Dr. Forrester
- Andrea Bosic : L'opticien